# 土豆视频
土豆视频（前稱：土豆網）是阿里巴巴集團旗下合一集團的影片分享網站，在中國大陸提供的视频總計超過5500万，在2008年每天独立用户数超过2500万，注册用户超过8000万，用戶流量每月2亿。
土豆成立的口號為“每个人都是生活的导演”，並聲稱土豆网相信年轻人的想象力、创造力，相信土豆的平台能帮助年轻人创造出更多，更好的影像作品，来表达对自己、生活和这个时代的看法。“让富有创造力的节目的创造者和分享者们能够自由地让自己的节目在用户面前出现，同时，也让每一个用户随时随地都能看到自己想看到的任何节目。”在集團的品牌定位中偏向年輕化與綜藝、動畫，形成與優酷網不同的差異化內容。
2017年3月31日，在阿里巴巴召开的“阿里短视频战略暨新土豆发布会”上，阿里宣布土豆将转型成为短视频分发平台，公司将推出超过20亿补贴计划扶持短视频内容创作。

## 歷史
2005年4月15日，土豆网正式上线。
2009年，香港商營電視台无线电视與土豆網簽署版權協議，要求土豆網刪除所有TVB的節目，尤其是近期播放的電視劇、資訊節目。然而土豆網的刪除行為受到網民批評，現時土豆網以馬賽克遮擋有關logo作為措施，但若遇到投訴時仍作刪檔處理。
2009年1月，土豆网屏蔽了來自日本的IP。4月18日，使用期长达3年的化妝舞会面具Logo被笑脸面具所取代。同年11月，土豆網與中國電影集團公司再次宣布合作方案，打算投資土豆網中的播客所自製的原創短劇，並同步使用手機獨家首播，供土豆網用戶付費下載和點播。
2010年2月，土豆網撤下了大量已发布的涉嫌版權爭議的视频。
2011年5月25日，土豆网推出原画平台，用户可以不受限制的上传任何清晰度的视频。如果某视频有原画版本，播放时可点击清晰度按钮选择原画版本。
2011年8月17日，土豆网在纳斯达克上市，发行价为29美元/股，融资1.74亿美元。同年8月31日新浪向土豆網投資6640萬美元，持股比例達9.05%，新浪成為土豆第五大股東，王微持股比例從12.7%下降至8.6%，但是，王微仍然擁有土豆最多的投票權。
2011年11月24日，日本東京電視台社長在例行記者會宣布，授權土豆網《火影忍者 疾風傳》等熱門動畫的播放权。同年11月28日，土豆网正式宣佈与东京电视台签独家协议、為期兩年，目前引進70多部動畫作品；12月22日，東京電視台7部熱門動畫在土豆網即日播出，過去作品和集數使用字幕組的片源。
2012年3月12日，优酷与土豆宣布以换股方式合并，新公司将成立为优酷土豆集团（优酷土豆股份有限公司）。同年9月，土豆网启用了新服务——豆泡，一款类似于NICONICO的弹幕视频播放器接入门户。采用Flash技术的嵌入式播放器，其最主要的功能是可以实现高级弹幕效果。将土豆网任意视频播放页面网址中的“www”替换为“dp”（“豆泡”的汉语拼音首字母）即会进入该视频的豆泡播放器界面。主要功能包括：
- 弹幕发送：允许用户在通过网络观看视频时，在评论框中输入自己的评论，提交后评论会显示在视频中从屏幕中划过。网友可以通过这种方式吐槽，并且也可以看到其他用户发送的评论。
- 微博发送：用户可将评论直接发送至新浪微博、腾讯微博，直接生成微博内容。并且在播放器的右侧微博栏中会显示不同网友发送的关于此视频的微博，这样增加了网友的微博互动，促进形成以个以视频为中心进行交流和互动的圈子。
- 一键分享：用户可以选择不同的网络进行视频分享，如人人网，天涯论坛，QQ空间等。
- 广告吐槽：允许用户在等待正片播放观看广告时，对广告进行吐槽。

## 相關事件

### 版权
- 2011年12月15日，土豆网就其买断中國大陆播出权的《康熙来了》被优酷网盗播一事发表声明，并声称已对盗播事实取证。[16]同日，优酷网也就其自制节目《老男孩》、《嘻哈4重奏》等节目被土豆网盗播发表声明。[17]
- 同年12月16日，土豆与台湾中天电视发表声明向优酷索赔1.5亿元人民币；随即优酷也就从2010年开始，截至2011年12月16日，40多部影视作品、综艺节目及自制内容被土豆盗播而发表声明向土豆索赔上亿元人民币。[18]
- 2012年1月14日，优酷反诉土豆网侵权，并索赔480万元。[19]

### 限制境外观看
2011年8月开始至今，土豆网同优酷网、爱奇艺等中国视频网站一样，只允许中国大陆的IP地址访问，港澳台及海外IP均无法播放视频内容，一度引起境外用户的不满。土豆网声称是因为版权问题而拒绝境外IP访问，致使境外用戶不得使用大陸的代理或各種方法觀看影片，俗稱「翻牆進大陸」或「逆翻牆」。

## 外部連結
- （简体中文）土豆中國大陸（页面存档备份，存于）